# Metazygia laticeps
Metazygia laticeps là một loài nhện trong họ Araneidae.
Loài này thuộc chi Metazygia. Metazygia laticeps được Octavius Pickard-Cambridge miêu tả năm 1889.